# Chromis dispilus
Chromis dispilus är en fiskart som beskrevs av Griffin 1923. Chromis dispilus ingår i släktet Chromis, och familjen Pomacentridae. Inga underarter finns listade.